# Liste der Kulturdenkmale in Amel
In der Liste der Kulturdenkmale in Amel sind alle geschützten Objekte der belgischen Gemeinde Amel aufgelistet.

## Liste
| Bild           | Bezeichnung               | Lage                           | Datierung       | Beschreibung | ID    |
| -------------- | ------------------------- | ------------------------------ | --------------- | ------------ | ----- |
| Weitere Bilder | Marktkreuz                | Amel, Kirchweg (Karte)         | 1722            |              | 31004 |
| Weitere Bilder | Kirche St. Hubertus       | Amel (Karte)                   | 1930–1931       |              | 31027 |
| Weitere Bilder | Antoniushäuschen          | Amel (Karte)                   | 14. Jahrhundert |              | 31428 |
| Weitere Bilder | Kapelle St. Sebastian     | Eibertingen (Karte)            | 18. Jahrhundert |              | 31006 |
| Weitere Bilder | Kapelle St. Barbara       | Iveldingen (Karte)             | 1688            |              | 31007 |
| Weitere Bilder | Kirche St. Martin         | Meyerode (Karte)               | 16. Jahrhundert |              | 31008 |
| Weitere Bilder | Grawet Kreuz              | Ommerscheid (Karte)            | 1658            |              | 31005 |
| Weitere Bilder | Hof Schoppen              | Schoppen, Am Brunnen 1 (Karte) | 18. Jahrhundert |              | 31009 |
|                | Hülsburg im Schwarzenvenn | Born (Karte)                   |                 |              | 31021 |